# Anne Demerson
Anne Demerson est une actrice française née le 17 avril 1786 à Marbéville et morte le 16 novembre 1872 dans le petit village de Villiers, près de Vendôme.

## Biographie
Anne Demerson naît le 17 avril 1786 à Marbéville. Issue d'une famille paysanne, elle est la fille de Mamet Demerson, laboureur, et de son épouse, Marguerite Guyot. 
Elle entre au Conservatoire en 1809, où elle suit l'enseignement de Baptiste aîné. Elle remporte le premier prix de comédie l'année suivante. 
Anne Demerson débute au Théâtre-Français en 1810, dans Tartuffe de Molière. Elle se spécialise par la suite dans les rôles de soubrette. 

## Théâtre

### Carrière à la Comédie-Française
Entrée en 1810.
Nommée 226e sociétaire en 1813.
Départ en 1830.
- 1810 : Tartuffe de Molière : Dorine
- 1811 : Eugénie de Beaumarchais : Betsy
- 1811 : George Dandin de Molière : Claudine
- 1812 : Les Déguisements amoureux de Joseph Patrat : Finette
- 1813 : Le Mariage de Figaro de Beaumarchais : Chérubin
- 1815 : Les Deux voisines de Marc-Antoine-Madeleine Désaugiers et Michel-Joseph Gentil de Chavagnac : Jeannette
- 1815 : La Mère coupable de Beaumarchais : Suzanne
- 1815 : Un retour de jeunesse de Louis-François-Hilarion Audibert : Rosine
- 1815 : La Méprise d'Alexandrine-Sophie de Bawr : Rosalie
- 1816 : La Comédienne de François Andrieux : Agathe
- 1816 : Le Médisant d'Étienne Gosse : Rose
- 1817 : Le Faux Bonhomme de Népomucène Lemercier : Lisette
- 1817 : Adrienne Lecouvreur d'Armand-Jean Charlemagne : Lisette
- 1818 : La Réconciliation par ruse de François-Louis Riboutté : Nérine
- 1818 : Le Rêve du mari de François Andrieux : la baronne
- 1818 : La Fille d'honneur d'Alexandre Duval : Mme Brigitte
- 1819 : Les Précieuses ridicules de Molière : Madelon
- 1820 : Le Folliculaire d'Alexandre-Jean-Joseph de La Ville de Mirmont : Justine
- 1820 : Le Paresseux de Jean- Étienne-François de Marignié : Lisette
- 1821 : Le Mari et l'amant de Jean-Baptiste Vial : Lisette
- 1821 : La Mère rivale de Casimir Bonjour : Lisette
- 1821 : Le Retour ou l'Oncle et le neveu de Rancé : Lisette
- 1822 : Le Ménage de Molière de Justin Gensoul et J. A. N. Naudet : Laforêt
- 1822 : Le Sourd ou l'Auberge pleine de Desforges : Pétronille
- 1822 : Les Quatre âges de Pierre-François Camus de Merville : Clairette
- 1823 : L'Homme aux scrupules de Richard Faber : Finette
- 1823 : L'Éducation ou les Deux cousines de Casimir Bonjour : Florine
- 1824 : Le Jaloux malgré lui d'Étienne-Joseph-Bernard Delrieu : Rosette
- 1824 : Le Méchant malgré lui de Théophile Dumersan : Joséphine
- 1824 : La Saint-Louis à Sainte-Pélagie de Jean-Baptiste-Pierre Lafitte : Thérèse
- 1824 : Le Tardif de Justin Gensoul : Rosine
- 1825 : Guerre ouverte ou Ruse contre ruse de Dumaniant : Lisette
- 1825 : La Fantasque d'Onésime Leroy : Clairine
- 1825 : La Princesse des Ursins d'Alexandre Duval : la comtesse
- 1826 : Une aventure de Charles V de Jean-Baptiste-Pierre Lafitte : Olivier
- 1827 : L'Ami de tout le monde d'Alexandrine-Sophie de Bawr : Julie
- 1829 : Une journée d'élection d'Alexandre-Jean-Joseph de La Ville de Mirmont : Mme Godard
- 1829 : Les Inconsolables d'Eugène Scribe : Sophie
- 1829 : La Petite ville de Louis-Benoît Picard : Mme Senneville
- 1830 : Le Collatéral ou la Diligence de Joigny de Louis-Benoît Picard : Mme Saint-Hilaire
- 1830 : Un an ou le Mariage d'amour de Jacques-François Ancelot : Mme Dutour

## Sources
- Marcellin Berthelot (dir.), Hartwig Derenbourg (dir.) et Ferdinand-Camille Dreyfus (dir.), La Grande encyclopédie : inventaire raisonné des sciences, des lettres et des arts, t. XIV, Paris, H. Lamirault, 1885-1902, 1211 p. (lire en ligne), p. 31
- Henry Lyonnet, Dictionnaire des comédiens français, ceux d'hier : biographie, bibliographie, iconographie, vol. I, Genève, Bibliothèque de la Revue universelle internationale illustrée, 1912, 650 p. (lire en ligne), p. 500
- Alexandre Ricord, Les fastes de la Comédie française, et portraits des plus célèbres acteurs qui se sont illustrés, et de ceux qui s'illustrent encore sur notre théâtre, t. II, Paris, Hubert, 1822, 375 p. (lire en ligne), p. 250-251